# Don't You (Forget About Me)
"Don't You (Forget About Me)" é uma canção da banda escocesa Simple Minds, gravada para a trilha sonora do filme The Breakfast Club e lançada como single em 1985.
Foi composta por Keith Forsey e Steve Schiff. Forsey teria pedido a Bryan Ferry e Billy Idol que gravassem a canção, porém ambos se recusaram. Idol posteriormente gravaria uma cover em sua compilação de grandes sucessos, lançada em 2001. Com a recusa de ambos, Schiff sugeriu que Forsey pedisse à banda escocesa de new wave Simple Minds, que inicialmente recusou, porém depois veio a aceitar, após serem encorajados pela sua gravadora, A&M. De acordo com um dos relatos da época, a banda regravou a faixa em três horas, num estado do norte de Londres.
A faixa viria a se tornar a sua canção mais famosa, considerada por muitos como uma das canções que ajudaram a definir a década de 1980. Seguindo na direção rock que a banda havia tomado no último álbum, Sparkle in the Rain, porém também olhando para trás, para o seu passado synthpop-melódico, a canção lançou a banda ao seu ápice comercial, impulsionada pelo sucesso do filme The Breakfast Club, que atingiu o primeiro lugar de audiência nos Estados Unidos e ao redor do mundo; no Reino Unido, embora tenha apenas atingido o sétimo lugar, permaneceu nas paradas de sucesso de 1985 a 1987, um dos maiores períodos de qualquer single na história das paradas daquele país.
Apesar deste sucesso, a banda continuou a tratar com algum desdém a canção; o exemplo mais óbvio foi a sua ausência do álbum seguinte da banda, Once Upon a Time. A canção só veio a ser lançada na coletânea Glittering Prize 81/92, de 1992. O videoclipe da canção, dirigido por Daniel Kleinman, se passa numa pista de dança situada num quarto escuro, com um candelabro, um cavalo de balanço e televisões da marca Sony que exibem cenas de The Breakfast Club. Jim Kerr, o vocalista da banda, aparece dançando em diversas cenas.

## Aparições na mídia
A canção apareceu em diversos filmes e programas de televisão ao longo dos anos. No cinema a faixa apareceu em American Pie - A Primeira Vez é Inesquecível, The Business: Uma Carreira para o Paraíso, Not Another Teen Movie, Along Came Polly, Aprovados, Don't You Forget About Me, Easy A, The Breakfast Club, Desenrola, Pitch Perfect, Bumblebee e Vizinhos.
Na televisão apareceu em South Park, Futurama, Ghost Whisperer, Family Guy, American Dad, Lizzie McGuire, Scrubs, Corner Gas, Everybody Hates Chris, One tree Hill, Victorious, Glee, Perception, Faking It, Scream Queens e Marvel's Agents of S.H.I.E.L.D.

## Desempenho nas tabelas musicais

### Posições
| Parada musical (2012)                     | Melhor posição |
| ----------------------------------------- | -------------- |
| Alemanha – Media Control                  | 4              |
| Austrália – ARIA                          | 6              |
| Áustria – Ö3 Austria Top 75               | 5              |
| Bélgica – Ultratop 50 (Valônia)           | 2              |
| Canadá – Canadian Hot 100                 | 1              |
| Estados Unidos – Billboard Hot 100        | 1              |
| Estados Unidos – Billboard Rock Songs     | 1              |
| Irlanda – Irish Singles Chart             | 3              |
| Itália – Italian Singles Chart            | 2              |
| Nova Zelândia – New Zealand Singles Chart | 3              |
| Países Baixos – MegaCharts                | 2              |
| Reino Unido – UK Singles Chart            | 7              |
| Suécia – Media Control                    | 13             |
| União Europeia – European Hot 100 Singles | 2              |